# Matreya Fedor
Matreya Fedor (ur. 11 marca 1997 w Vancouver) – kanadyjska aktorka. Występowała w roli Echo w serialu Mr. Young.

## Filmografia
- Kandydat na męża jako Headly (2013)
- 80th Annual Hollywood Christmas Parade, jako ona sama (2011)
- Mr. Young, jako Echo (od 2011)
- Brygada, jako Phoebe Collins (2009–2010)
- Daysleeper, jako Elisha (2009)
- The Break-Up Artist, jako Britney (2009)
- Memory Lanes, jako Emma Morris (2009)
- Chaos Theory, jako Jesse Allen (2008)
- No Bikini, jako Robin (2007)
- Love Notes, jako Willa (2007)
- Eureka, jako Tina (2007)
- Sunshine Girl, jako Sunshine Girl (2007)
- Mrs. Wetherby's Treasure, jako Jodi (2007)
- Nie z tego świata, jako Taylor / Tyler Thompson (2007)
- Trapped Ashes, jako mała Nathalie (2006)
- In Her Mother’s Footsteps, jako Emma Nolan (2006)
- Slither, jako Emily Strutemyer (2006)